# Coppa di Francia 2017-2018
La Coupe de France 2017-2018 è stata la 101ª edizione della manifestazione organizzata dalla FFF, conclusa l'8 maggio 2018 con la finale allo Stade de France di Saint-Denis.
Il Paris Saint-Germain ha vinto per la dodicesima volta, diventando la prima squadra ad aggiudicarsi il trofeo per quattro edizioni consecutive.
Essendo il PSG qualificato alla UEFA Champions League 2018-2019, il posto UEFA Europa League 2018-2019 è stato attribuito alla squadra sesta classificata in Ligue 1 2017-2018.

## Calendario
| Turno                   | Data                           | Partite | Squadre     | Squadre entrate | Campionati entranti             |
| ----------------------- | ------------------------------ | ------- | ----------- | --------------- | ------------------------------- |
| Primo turno             | Date regionali                 | 2790    | 5580 → 2790 | 5580            | Divisioni regionali             |
| Secondo turno           | Date regionali                 | 2008    | 4016 → 2008 | 1226            | Divisioni regionali             |
| Terzo turno             |                                | 1060    | 2142 → 1071 | 134             | •Championnat National 3         |
| Quarto turno            |                                | 562     | 1124 → 562  | 53              | •Championnat National 2         |
| Quinto turno            |                                | 290     | 580 → 290   | 18              | •Championnat National           |
| Sesto turno             |                                | 145     | 290 → 145   |                 |                                 |
| Settimo turno           | 11 novembre 2017               | 88      | 176 → 88    | 31              | •Ligue 2 •Divisione d'oltremare |
| Ottavo turno            | 3 dicembre 2017                | 44      | 88 → 44     |                 |                                 |
| Trentaduesimi di finale | 6-7-8 gennaio 2018             | 32      | 64 → 32     | 20              | •Ligue 1                        |
| Sedicesimi di finale    | 23-24-25 gennaio 2018          | 16      | 32 → 16     |                 |                                 |
| Ottavi di finale        | 6-7-8 febbraio 2018            | 8       | 16 → 8      |                 |                                 |
| Quarti di finale        | 27-28 febbraio - 1º marzo 2018 | 4       | 8 → 4       |                 |                                 |
| Semifinali              | 17-18 aprile 2018              | 2       | 4 → 2       |                 |                                 |
| Finale                  | 8 maggio 2018                  | 1       | 2 → 1       |                 |                                 |

## Fase finale

### Squadre partecipanti
| Ligue 1 tutte le 20 squadre della stagione 2017-2018 | Ligue 2 12 delle 20 squadre della stagione 2017-2018                                                                                  | Championnat National 7 delle 18 squadre della stagione 2017-2018                      | CFA, CFA 2 e Ligues régionales 25 squadre della stagione 2017-2018. |
| - Amiens - Angers - Bordeaux - Caen - Digione - Guingamp - Lilla - Metz - Monaco - Montpellier - Nantes - Nizza - Olympique Lione - Olympique Marsiglia - Paris Saint-Germain - Rennes - Saint-Étienne - Strasburgo - Tolosa - Troyes | - Auxerre - Bourg-en-Bresse - Châteauroux - Gazélec Ajaccio - Lens - Lorient - Nancy - Nîmes - Niort - Sochaux - Tours - Valenciennes | - Boulogne - Chambly - Concarneau - Dunkerque - Entente SSG - Grenoble - Les Herbiers | - Championnat amateur - Chartres - Colomiers - Épinal - Fleury - Granville - Le Mans - Le Puy - St. Briochin - St. Malo - Schiltigheim - Yzeure - Championnat amateur 2 - Angoulême - Aubervilliers - Avallon - Biesheim - Canet Roussillon - Fabrègues - Pontarlier - Saint-Lô - Senlis - Vannes - Ligues régionales - Hazebrouck - Houllies - Still 1930 - Sud Nivernais ID |

### Trentaduesimi di finale
| Squadra 1           | Risultato         | Squadra 2                  |
| ------------------- | ----------------- | -------------------------- |
| 6 gennaio 2018      |                   |                            |
| Avallon             | 0 - 2             | Chambly                    |
| Fabrègues           | 1 - 2 (dts)       | Bourg-en-Bresse            |
| Schiltigheim        | 1 - 5             | Auxerre                    |
| Pontarlier          | 1 - 1 (2 - 4 dtr) | Montpellier                |
| Tolosa              | 1 - 0             | Nizza                      |
| Gazélec Ajaccio     | 1 - 2             | Grenoble                   |
| Le Mans             | 2 - 4             | Lilla                      |
| Chartres            | 1 - 2             | Tours                      |
| Saint-Lô            | 2 - 2 (3 - 2 dtr) | Aubervilliers              |
| Houilles            | 0 - 3             | Concarneau                 |
| St. Malo            | 1 - 2             | Châteauroux                |
| Canet Roussillon    | 3 - 1             | Sud Nivernais Imphy Decize |
| Yzeure              | 2 - 5             | Monaco                     |
| Colomiers           | 1 - 1 (4 - 2 dtr) | Le Puy                     |
| Hazebrouck          | 0 - 2             | Caen                       |
| Guingamp            | 1 - 0             | Niort                      |
| Angoulême           | 1 - 2 (dts)       | Les Herbiers               |
| Nancy               | 2 - 3             | Olympique Lione            |
| 7 gennaio 2018      |                   |                            |
| Strasburgo          | 3 - 2 (dts)       | Digione                    |
| Saint-Étienne       | 2 - 0             | Nîmes                      |
| Olympique Marsiglia | 1 - 0 (dts)       | Valenciennes               |
| Granville           | 2 - 1 (dts)       | Bordeaux                   |
| Angers              | 0 - 2             | Lorient                    |
| Sochaux             | 6 - 0             | Amiens                     |
| Still 1930          | 0 - 1             | Troyes                     |
| Fleury              | 0 - 1             | Biesheim                   |
| Entente SSG         | 1 - 2             | Épinal                     |
| Senlis              | 0 - 4             | Nantes                     |
| Dunkerque           | 2 - 4             | Metz                       |
| Vannes              | 1 - 1 (3 - 5 dtr) | Stade Briochin             |
| Rennes              | 1 - 6             | Paris Saint-Germain        |
| 8 gennaio 2018      |                   |                            |
| Lens                | 3 - 2 (dts)       | Boulogne                   |

### Sedicesimi di finale
| Squadra 1           | Risultato         | Squadra 2           |
| ------------------- | ----------------- | ------------------- |
| 23 gennaio 2018     |                   |                     |
| Nantes              | 3 - 4             | Auxerre             |
| Granville           | 3 - 2 (dts)       | Concarneau          |
| Bourg-en-Bresse     | 2 - 0             | Tolosa              |
| Stade Briochin      | 0 - 1             | Lens                |
| Châteauroux         | 1 - 1 (3 - 4 dtr) | Chambly             |
| Colomiers           | 1 - 2             | Sochaux             |
| Canet Roussillon    | 1 - 1 (3 - 4 dtr) | Caen                |
| Épinal              | 0 - 2             | Olympique Marsiglia |
| 24 gennaio 2018     |                   |                     |
| Montpellier         | 4 - 3             | Lorient             |
| Biesheim            | 2 - 2 (0 - 3 dtr) | Grenoble            |
| Troyes              | 1 - 1 (4 - 3 dtr) | Saint-Étienne       |
| Tours               | 0 - 0 (1 - 2 dtr) | Metz                |
| Saint-Lô            | 1 - 2             | Les Herbiers        |
| Paris Saint-Germain | 4 - 2             | Guingamp            |
| Monaco              | 2 - 3             | Olympique Lione     |
| 25 gennaio 2018     |                   |                     |
| Strasburgo          | 2 - 1             | Lilla               |

### Ottavi di finale
| Squadra 1       | Risultato         | Squadra 2           |
| --------------- | ----------------- | ------------------- |
| 6 febbraio 2018 |                   |                     |
| Bourg-en-Bresse | 0 - 9             | Olympique Marsiglia |
| Auxerre         | 0 - 3             | Les Herbiers        |
| Sochaux         | 1 - 4             | Paris Saint-Germain |
| 7 febbraio 2018 |                   |                     |
| Metz            | 2 - 2 (2 - 3 dtr) | Caen                |
| Chambly         | 1 - 0             | Granville           |
| Lens            | 1 - 0             | Troyes              |
| Montpellier     | 1 - 2             | Olympique Lione     |
| 8 febbraio 2018 |                   |                     |
| Grenoble        | 0 - 3             | Strasburgo          |

### Quarti di finale
| Squadra 1           | Risultato         | Squadra 2           |
| ------------------- | ----------------- | ------------------- |
| 27 febbraio 2018    |                   |                     |
| Les Herbiers        | 0 - 0 (4 - 2 dtr) | Lens                |
| 28 febbraio 2018    |                   |                     |
| Chambly             | 1 - 0             | Strasburgo          |
| Paris Saint-Germain | 3 - 0             | Olympique Marsiglia |
| 1º marzo 2018       |                   |                     |
| Caen                | 1 - 0             | Olympique Lione     |

### Semifinali
| Squadra 1      | Risultato | Squadra 2           |
| -------------- | --------- | ------------------- |
| 17 aprile 2018 |           |                     |
| Les Herbiers   | 2 - 0     | Chambly             |
| 18 aprile 2018 |           |                     |
| Caen           | 1 - 3     | Paris Saint-Germain |

### Finale
| Arbitro: | Lesage |

|  |           |                                |
|  | Marcatori | 26’ Lo Celso 74’ (rig.) Cavani |

| Les Herbiers | PSG |

#### Formazioni
| Les Herbiers (4-4-2) |    |                           |
|                      |    |                           |
| P                    | 1  | Matthieu Pichot 74’       |
| D                    | 5  | Adrien Pagerie            |
| D                    | 20 | Diaranké Fofana           |
| D                    | 21 | Romuald Marie             |
| D                    | 26 | Guillaume Dequaire        |
| C                    | 6  | Sébastien Flochon (c)     |
| C                    | 7  | Joachim Eickmayer 87’     |
| C                    | 19 | Pierre-Michel Germann 63’ |
| C                    | 28 | Valentin Vanbaleghem 62’  |
| A                    | 11 | Louis Bongongui           |
| A                    | 18 | Kevin Rocheteau           |
| A disposizione:      |    |                           |
| P                    | 30 | Esteban Salles            |
| D                    | 14 | Clément Couturier 87’     |
| D                    | 23 | Franck Héry               |
| C                    | 4  | Florian David             |
| A                    | 10 | Ambroise Gboho 63’        |
| A                    | 20 | Adrian Dabasse 62’        |
| A                    | 29 | Moulaye Idrissa Ba        |
| Allenatore:          |    |                           |
| Stéphane Masala      |    |                           |

| Paris Saint-Germain (4-3-3) |    |                    |
|                             |    |                    |
| P                           | 1  | Kevin Trapp        |
| D                           | 2  | Thiago Silva (c)   |
| D                           | 5  | Marquinhos         |
| D                           | 17 | Yuri Berchiche     |
| D                           | 32 | Dani Alves 83’     |
| C                           | 8  | Thiago Motta 68’   |
| C                           | 18 | Giovani Lo Celso   |
| C                           | 25 | Adrien Rabiot      |
| A                           | 9  | Edinson Cavani     |
| A                           | 11 | Ángel Di María     |
| A                           | 29 | Kylian Mbappé 82’  |
| A disposizione:             |    |                    |
| P                           | 16 | Alphonse Areola    |
| D                           | 3  | Presnel Kimpembe   |
| D                           | 12 | Thomas Meunier 83’ |
| D                           | 20 | Layvin Kurzawa     |
| C                           | 19 | Lassana Diarra     |
| C                           | 23 | Julian Draxler 68’ |
| C                           | 27 | Javier Pastore 82’ |
| Allenatore:                 |    |                    |
| Unai Emery                  |    |                    |